# Garibius alabamae
Garibius alabamae är en mångfotingart som beskrevs av Chamberlin 1913. Garibius alabamae ingår i släktet Garibius och familjen stenkrypare. Inga underarter finns listade i Catalogue of Life.